# Beatrice Caggiula
Beatrice Caggiula (Torino, 16 gennaio 1981) è una doppiatrice e attrice teatrale italiana.

## Biografia
Beatrice Caggiula esordisce alla fine degli anni '90 nel mondo del doppiaggio prestando la sua voce a diversi personaggi di serie televisive e film.
Successivamente ha prestato la sua voce a numerosi personaggi di serie animate, film d'animazione e videogiochi.
Oltre al doppiaggio, Beatrice Caggiula è stata narratrice per audiolibri ed ha partecipato ad alcune produzioni teatrali.
Nel 2017 ha ricevuto la candidatura come miglior voce femminile tv al Festival del doppiaggio Voci nell'ombra.
Nel 2018 ha ricevuto la candidatura come miglior doppiatrice di serie TV al Gran Premio Internazionale del Doppiaggio per The Crown.

## Doppiaggio

### Cinema
- Leon Wessel-Masannek in La tribù del pallone - Sfida agli invincibili, Uno stadio per la tribù
- Aja Naomi King in Sempre amici, Sylvie's Love
- Asumi Miwa in Uzumaki
- Anna Tsuchiya in Kamikaze Girls
- Katie Jarvis in Fish Tank
- Jadranka Djokic in Padre Vostro
- Julianne Hough in Curve - Insidia mortale
- Kristen Stewart in Billy Lynn - Un giorno da eroe
- Olivia Munn in Buddy Games
- Felicity Jones in The Aeronauts
- Denise Gough in Monday
- Maggie Q in The Protégé
- Claire Foy in My Son, A Very British Scandal
- Melissa Marty in Art Squad - Gli artisti del furto
- Chika Ikogwe in Land of Bad
- Anna Torv in Force of Nature - Oltre l'inganno
- Kakki Teodoro in Sosyal Climbers
- Siham Shurafa in Due fuori pista 2

### Soap opera e telenovelas
- Linda Fonseca e Adrienne Leon in Febbre d'amore
- Judith Hildebrandt, Magdalena Steinlein e Natalie Alison (2ª voce) in Tempesta d'amore
- Mylène Jampanoï, Ambre Kuropatwa, Serena Reinaldi in Saint Tropez
- Sara Miquel in Una vita
- Micaela Riera in Cata e i misteri della sfera
- Larissa Queiroz in La scelta di Francisca
- Maria Eugenia Arboleda in Ecomoda
- Ledicia Sola in Per sempre

### Serie televisive
- Claire Foy in The Crown
- Inma Cuevas in Vis a vis - Il prezzo del riscatto
- Lorenza Izzo in Penny Dreadful: City of Angels
- Anna Diop in Bosch
- Jen Taylor in Halo
- Lara in Meglio di Noi
- Shauna Shim in Una strega imbranata
- Saskia Burmeister in Sea Patrol (1ª ediz. - 2^ voce)
- Isabelle Caillat in Unità di crisi
- Lorie Pester in Joséphine, ange gardien
- Berta Hernández in Tierra de Lobos - L'amore e il coraggio
- Celia Freijeiro in Omicidi - Unità speciali
- Anna Torv in The Last of Us
- Magdalena Czerwinska in Infamia
- Christina Chong in Gli eredi della notte
- Sarah Sophia Meyer in Frieden - Il prezzo della pace
- Sepideh Moafi in The L Word: Generation Q

### Serie animate
- Inazuma Eleven GO (Jade Green)
- Creepschool (Janice)
- Robotboy (Debbie Turnbull)
- Atomic Betty (Chip)
- Green Lantern: The Animated Series (Aya)
- Naruto e Naruto: Shippuden (Tenten)
- Shugo Chara - La magia del cuore (Iru)
- Noein (Miho Mukai)
- My Melody - Sogni di magia (Kuromi)
- Dream Team (Yuko Katori)
- Lovely Complex (Nobuko Ishihara)
- Emma - Una storia romantica (Emma)
- Devil May Cry (Lady)
- One Piece (Sady-Chan, Otohime e Mone)
- Ken il guerriero: la leggenda di Raoul il dominatore del cielo (Reina)
- Jewelpet (Minami Asaoka)
- Tutor Hitman Reborn! (Bianchi)
- Mila e Shiro - Il sogno continua (Kaori Takigawa)
- Magic Kaito 1412 (Reiko Imaizumi)
- Littlest Pet Shop (Pepper)
- My Little Pony - L'amicizia è magica (Starlight Glimmer)
- Yu-Gi-Oh! Arc-V (Grace Tyler)
- Gantz (Sei Sakuraoka)
- Pretty Star - Sognando l'Aurora (Rizumu Amamiya)
- Totally Spies! - Che magnifiche spie! (Mindy)
- LoliRock (Praxina)
- Detective Conan (Chianti 2ª voce, Naeko Miike 1ª voce)
- Kulipari: L'esercito delle rane (Quoba)
- I Cavalieri dello zodiaco - The Lost Canvas (Pandora)
- My Santa (Mai)
- Beyblade Metal Masters (Sophie)
- Beyblade Burst (Chiharu Aoi)
- Claymore (Hilda)
- Beelzebub (Nene Oomori)
- Lost Song (Mel)
- My Hero Academia (Nemuri Kayama, Emi Fukukado e Nana Shimura)
- Devilman Crybaby (Miko Kuroda)
- Sword Art Online (Kojiro Rinko, Midori Kirigaya (1ª voce), Argo e Azurica)
- Power Players (Bobbie Blobby)
- Hotel Transylvania - La serie (Kitty Cartwright)
- DanMachi (Freya)
- Kuromukuro (Mirasa)
- Fire Force (Principessa Hibana)
- Cutie Honey Universe (Breast Claw)
- Yattaman (Doronjo)
- Cells at Work! - Lavori in corpo (Linfocita NK)
- Overlord (Yuri α)
- ID-0 (Amanza Volchkova)
- The Rising of the Shield Hero (Mirellia Q. Merlromarc)
- BNA: Brand New Animal (Barbaray Rose)
- Cardcaptor Sakura: Clear Card (Kaho Mizuki, Nadeshiko Kinomoto)
- Lupin Zero (Shinobu)
- Ushio e Tora (Kagali)
- Da campagnolo stagionato a gran maestro di spada (Surena Lysandra)
- Lamù e i casinisti planetari - Urusei yatsura (Madre di Shutaro e Ryoko)
- Call of the Night - Il richiamo della notte (Kabura Honda)
- Castlevania: Nocturne (Cecile)
- Unicorn Academy (Ravenzella)

### Film d'animazione
- Naruto Shippuden - Eredi della Volontà del Fuoco, Naruto - Il film: La prigione insanguinata, Boruto: Naruto the Movie - Tenten
- Lupin Terzo vs Detective Conan - Yumi Miyamoto
- Barbie - Il segreto delle fate - Liliana Roxen
- Bleach: Memories of Nobody - Soifon
- Yellowbird - Ladybug
- Surf Up 2 - Paige
- Mai Santa - Mai
- Detective Conan - La strategia degli abissi - Natsuho Tsujimoto
- Detective Conan: Episode "One" - Il detective rimpicciolito - Chianti
- È sbagliato cercare di incontrare ragazze in un Dungeon? - Il film: La freccia di Orione - Freya
- Yatterman The Movie: Sfida nel regno dei giocattoli - Doronjo
- Wish - Sakina

### Videogiochi
- Cittadini in Imperivm: Civitas (2006)[5]
- Cinerea (Cynder) in The Legend of Spyro: A New Beginning (2006), The Legend of Spyro: The Eternal Night (2007) e The Legend of Spyro: L'alba del drago (2008)
- Lucy Stillman in Assassin's Creed (2007),[6] Assassin's Creed II (2009)[7] e Assassin's Creed: Brotherhood (2010)[8]
- Lily in Petz Horse Club (2008)[9]
- Luxanna Crownguard e Sara “Miss” Fortune in League of Legends (2009)[10]
- Grace Mars in Heavy Rain (2010)[11]
- Sarah Fisher in Tom Clancy's Splinter Cell: Conviction (2010)[12] e Tom Clancy's Splinter Cell: Blacklist (2013)[13]
- Ade "Kebe", Jade Green e Julia Blaze in Inazuma Eleven 3 (2010)[14]
- Xiu in Kane & Lynch 2: Dog Days (2010)[15]
- Fiona in Shrek e vissero felici e contenti (2010)[16]
- Janice Rehl in Ace Combat: Assault Horizon (2011)[17]
- Gillian e Urchin in Diablo III (2012)[18]
- Layla Stockton e Jade Nguyen in Hitman: Absolution (2012)[19]
- Mavra Zane in Kinect Star Wars (2012)[20]
- Aurora, Umid e Descole da bambino in Il professor Layton e l'eredità degli Aslant (2013)[21]
- Anna e personaggi minori in Metro: Last Light (2013)[22] e Metro Exodus (2019)[23]
- Tess in The Last of Us (2013)[24]
- Hoshi in Tomb Raider (2013) [25]
- Anya Oliwa in Wolfenstein: The New Order (2014) e Wolfenstein II: The New Colossus (2017)
- Hope Jensen in Assassin's Creed: Rogue (2014)[26]
- Lakshmi Bai in The Order: 1886 (2015)[27]
- Khai Minh Dao in Battlefield Hardline (2015)[28]
- Emily Davis in Until Dawn (2015)[29]
- Giocatore (Femminile) in Call of Duty: Black Ops III (2015)[30]
- Allie Filmore, Ellie Perkins, Pete Pembroke e Scriba Haylen in Fallout 4 (2015)[31]
- Cora in Ratchet & Clank (2016)[32]
- Ash in Titanfall 2 (2016)[33]
- Yaina Overproud in Dungeons III (2017)[34]
- Personaggi vari in Horizon Zero Dawn (2017)
- Cheetah in Injustice 2 (2017)[35]
- Ada-1 e Elsie Bray/ "Exo Stranger" in Destiny 2 (2017)[36]
- Shelob ne La Terra di Mezzo: L'ombra della guerra (2017)[37]
- Dottoressa Slone, Immagine in Fortnite Battle Royale (2017)[38]
- Rousseau in Call of Duty: World War II (2017)[39]
- Mary May Fairgrave in Far Cry 5 (2018)[40]
- Lucy in Detroit: Become Human (2018)[41]
- Fern in Starlink: Battle for Atlas (2018)[42]
- Sentinella e Invidia in Darksiders III (2018)[43]
- Voce narrante in Anthem (2019)[44]
- Vic/Vics Head in Borderlands 3 (2019)[45]
- Dina in The Last of Us Part II (2020)[46]
- Vedova Nera in Marvel's Avengers (2020)[47]
- Sunniva in Assassin's Creed: Valhalla (2020)[48]
- Helen Park in Call of Duty: Black Ops Cold War (2020),[49] Call of Duty: Black Ops 6 (2024)[50]
- Atena in Immortals Fenyx Rising (2020),[51] Immortals Fenyx Rising: Una nuova divinità (2021),[51] Immortals Fenyx Rising: Gli dei perduti (2021)[51]
- Elizabeth Peralez in Cyberpunk 2077 (2020)[52]
- Protagonista femminile in Outriders (2021)[53]
- Zoe Akkerman in F1 2021 (2021)[54]
- Selene in Returnal (2021)[55]
- Jansz, Owgan, Fairfax in New World (2021)[56]
- Katrina Pishtchek in Deathloop (2021)[57]
- Miss Nowhere e commentatore in Fast & Furious: Spy Racers - Rise of SH1FT3R (2021)[58]
- Madre in Overwatch 2 (2022)[59]
- Shyvana in The Mageseeker (2023)[60]
- Mineru in The Legend of Zelda: Tears of the Kingdom (2023)[61]
- Negromante (femmina) in Diablo IV (2023)[62]
- Sunken Witch in Remnant 2 (2023)[63]
- Luna in Immortals of Aveum (2023)[64]
- Ning in Assassin's Creed Mirage (2023)[65]
- Nawal Shafiq-Barkley in Indiana Jones e l'antico cerchio (2024)[66]
- Yaya in Assassin's Creed Shadows (2025)[67]
- Altre voci in Final Fantasy XVI

## Teatro
- Piccola città (2000), di Thornton Wilder
- Fiori d'acciaio (2001), di Robert Harling
- La cerimonia (2002), regia di Walter Manfrè
- Un trapezio per Lisistrata (2003), di Garinei e Giovannini